# Sécheras
Sécheras é uma comuna francesa na região administrativa de Auvérnia-Ródano-Alpes, no departamento de Ardèche. Estende-se por uma área de 7,26 km². Em 2010 a comuna tinha 561 habitantes (densidade: 77,3 hab./km²).